# Шоу (футболист)
Мануел Луис да Силва Кафумана (на португалски: Manuel Luís da Silva Cafumana), или просто Шоу (на португалски: Show), е анголски футболист, който играе на поста дефанзивен полузащитник. Състезател на Коджаелиспор.

## Кариера
Шоу е юноша на Примейро де Агосто.
На 28 август 2021 г. анголецът подписва с Лудогорец. Дебютира на 26 септември при победата с 3:1 като домакин на Ботев (Враца).

## Национална кариера
На 29 март 2021 г. Шоу отбелязва първия си гол в официален мач за националния отбор на Ангола, при победата с 2:0 над националния отбор на Габон, в среща от квалификациите за Купата на африканските нации през 2022 г.

## Успехи
Примейро де Агосто
- Жирабола (2): 2018, 2018/19

 Лудогорец
- Първа лига (2): 2021/22, 2022/23

- Купа на България (1): 2023

- Суперкупа на България (1): 2022